# Ragnarok (Band)
Ragnarok ist eine 1994 gegründete norwegische Black-Metal-Band aus Sarpsborg. Der Bandname stammt aus der nordischen Mythologie, vom Begriff Ragnarök, dem Endschicksal der Götter. Das Frühwerk ließ sich dem Viking Metal zuordnen.

## Bandgeschichte
Ragnarok wurde 1994 von Jontho (Schlagzeug) und Jerv (Bass) gegründet, nachdem diese ihre frühere Band Thoth verlassen hatten. Nach kurzer Zeit kamen Thyme (Gesang) und Rym (Gitarre) hinzu. In dieser Besetzung erschien das Demo Pagan Land.
1995 nahm die Gruppe das Lied Et vinterland i nord für eine lokale Kompilation auf. Dadurch erhielten sie die Möglichkeit ihr Demo noch einmal neu und mit besserer Produktion aufzunehmen. Metalions Label Head Not Found nahm Ragnarok unter Vertrag und das Debütalbum Nattferd erschien noch im gleichen Jahr. Allerdings war Ragnarok nicht zufrieden mit der Arbeit von Head Not Found und verließ das Label kurzzeitig. Nachdem dieses allerdings die Bedingungen änderte, blieb die Band doch auf dem Label. Bei einem Konzert in Oslo zusammen mit Old Man’s Child bekam sie eine Offerte von Century Media, musste diese jedoch ablehnen. Arising Realm, das zweite Album, erschien 1997. Die Keyboards spielte Shagrath von Dimmu Borgir ein.
1998 tourte Ragnarok zum ersten Mal, zuerst als Headliner mit Siebenbürgen und Atanatos, anschließend mit Enslaved, Lord Belial, Gehenna und Aeternus. Anschließend nahm Ragnarok das Album Diabolical Age auf. Die Aufnahmen schritten jedoch nicht recht voran. Insgesamt zwei Toningenieure betreuten die Produktion, doch der richtige Sound wollte sich nicht einstellen. Zusätzlich hatte Bandleader Jontho P. private Probleme. Thyme beschloss die Gruppe zu verlassen, sodass die Veröffentlichung des Albums endgültig verschoben werden musste. Zusätzlich kam Sander von Shadow Dancers als zweiter Gitarrist, der aber auch nur ein Jahr blieb und wegen mangelnder Fähigkeiten bei Liveauftritten die Gruppe bereits 2001 wieder verließ. Schließlich übernahm Astaroth den vakanten Posten des Sängers. 2000 erschien schließlich Diabolical Age dennoch mit Thyme am Gesang. Nach einer Tour mit Satanic Slaughter stieg Astaroth wieder aus. 2000 stieß Lord Arcamous als zweiter Gitarrist und später auch als Sänger ein.
Nachdem der Vertrag mit Head Not Found nun abgelaufen war, suchte die Gruppe nach einem neuen Label und wurde schließlich beim schwedischen Label Regain Records fündig. In nomine Satanas erschien 2002, Toningenieur war Tommy Tägtgren. Eine anschließende Tour mit Dark Funeral, Anorexia Nervosa, Occult und Tidfall wurde jedoch zu einer herben Enttäuschung und markierte zudem den Schlusspunkt in der Zusammenarbeit mit Lord Arcamous. Da die Besetzungsprobleme bei Ragnarok weitere Arbeiten verhinderten, schloss sich Jontho P. Tsjuder an und lernte auf diesem Weg Ørjan „Ulvhedin Hoest“ Stedjeberg von Taake kennen. Nachdem Taake und Tsjuder auf dem Under the Black Sun aufgetreten waren und Jontho Hoest beim Singen eines Celtic-Frost-Covers zugesehen hatte, rekrutierte er ihn als Sänger für Ragnarok. Im Vorprogramm von Six Feet Under, Exodus, Marduk und Impaled Nazarene spielten sie anschließend auf den X-Mas Festivals 2002. 2004 erschien Blackdoor Miracle, danach wurde es ruhig um die Band.
2010 präsentierte sich die Gruppe in neuer Besetzung: HansFyrste (Gesang), Brigge (Gitarre) und Deception (Bass) bilden nun Ragnarok. Einzig verbliebenes Originalmitglied ist Jontho P. am Schlagzeug. Collectors of the King erschien am 22. März 2010.

## Musikstil und Ideologie
Ragnarok ist eine typische Black-Metal-Band, die vor allem darauf achtet, den Stil der frühen 1990er zu vertreten, und ihren auf Progression verzichtet. Auf der Demoaufnahme Pagan Land erinnerten einige Passagen und der Gesang an Immortal, laut Rites of Eleusis war die Kassette „Ok“, brachte jedoch keine Innovationen; inzwischen bevorzugt die Band die schwedische Variante des Stils, wie sie von frühen Marduk und Dark Funeral gespielt wird.
Als Pagan Land erschien, wurde Ragnarok als Viking-Metal-Band wahrgenommen; entsprechende Inhalte finden sich auch noch auf dem ersten Album Nattferd, bei dem hauptsächlich Thyme und Rym für die Texte und Musik verantwortlich zeichneten. Wie Jontho erklärte, war die Band zu Beginn teilweise vom Heidentum inspiriert und der Sänger ein Heide, Jontho und Jerv hingegen seien stets Satanisten gewesen und hätten daher den Rückgriff auf nordische Mythen als falsch empfunden; nach einiger Zeit habe Thyme sich dem Satanismus zugewandt, während Rym „nur antichristlich“ sei. Nordische Mythen und Wikinger seien damit Teil der Vergangenheit und Ragnarok spiele Black Metal, nicht Viking Metal. Trotz des Selbstverständnisses als eine der wenigen echten und wirklich satanistischen Bands wird Ragnarok auf der Seite von Regain Records als „heidnisch, angepisst und stolz darauf“ und von „Hass auf alles Nicht-Heidnische“ und die Musik als „Pagan Black Metal“ bezeichnet.
Laut Jontho denken die Mitglieder der Band im Zusammenhang mit dem Satanismus „nicht an einen Typen mit Hörnern, sondern vielmehr an eine Kraft, die der Mensch selbst erschaffen hat“, wobei jedes Mitglied seine eigenen Ansichten habe; der gemeinsame Nenner sei „die Ablehnung aller Religionen mit ihrer ganzen Heuchelei“, der Satanismus werde von der Band „in erster Linie antireligiös und antichristlich“ aufgefasst. Nach Aleister Crowley, Anton Szandor LaVey und der Church of Satan befragt, antwortete er, sie hätten interessante Ansichten, er sei jedoch kein direkter Anhänger der Church of Satan. Laut Jontho sollte „jeder sich selbst folgen“, dies sei „der Satanismus in seiner Essenz“. Der zeitweilige Sänger Hoest wiederum hat keinen Bezug zum Satanismus und steht dem Heidentum nahe.

## Diskografie
- 1994: Et vinterland i nord (Demo)
- 1995: Pagan Land (Demo)
- 1995: Nattferd
- 1997: Arising Realm
- 2000: Diabolical Age
- 2002: In nomine Satanas
- 2003: Fainted Eyes auf Celtic Frost Tribute – Order of the Tyrants
- 2004: Blackdoor Miracle
- 2010: Collectors of the King
- 2012: Malediction